# Lumen Field
Das Lumen Field ist ein American-Football- und Fußballstadion in der US-amerikanischen Stadt Seattle im Bundesstaat Washington. Beheimatet sind hier die Seattle Seahawks aus der National Football League (NFL). Das Fußball-Franchise Seattle Sounders aus der Major League Soccer (MLS) nutzt die Anlage ebenfalls als Heimstadion. 

## Geschichte
Das Stadion wurde am 28. Juli 2002 eröffnet und ersetzte den ehemals an gleicher Stelle befindlichen Kingdome. Das Stadiondach ist so konstruiert, dass bei Niederschlag, der in der Stadt sehr häufig auftritt, und Wind aus der Hauptwindrichtung nur die Trainer und Ersatzspieler der Auswärtsmannschaft nass werden und die der Heimmannschaft, welche sich zumindest beim Football immer gegenüber befindet, trocken bleiben. Ironischerweise fanden, nachdem die Seahawks im Lumen Field spielten, 28 Heimspiele in Folge statt, in denen es keinen Tropfen Regen gab. Ihr erstes Spiel mit Regen fand gegen die Dallas Cowboys am 23. Oktober 2005 statt. Die Seahawks gewannen 13:10.
Eine weitere Besonderheit der Architektur besteht darin, dass sich unter der Dachkonstruktion, wie von Seahawks-Besitzer Paul Allen gewollt, der Lärm aufschaukelt. Dadurch sind enorme Geräuschpegel möglich. Das Lumen Field ist, nach dem Arrowhead Stadium, das zweitlauteste Stadion der NFL. Noch wird diskutiert, inwieweit die Fans die Verantwortung für den Lärm tragen, insbesondere, da auch das Vorgängerstadion, der Kingdome, den Ruf hatte, extrem laut zu sein. Ein Beweis für die Lautstärke könnte die Penalty-Statistik aus der Saison 2005/06 sein, die darlegt, dass es mit 24 Strafen in keinem anderen Stadion der NFL so viele Strafen wegen Fehlstarts gab wie im Lumen Field. Offizielle Lautstärkemessungen werden von der NFL nicht durchgeführt.
Vom 4. bis 7. Oktober 2007 fand im Stadion das Finale des Computerspielturniers World Cyber Games 2007 statt.

## Name
Der ursprüngliche Name des Stadions war Seahawks Stadium, von den Fans liebevoll The Hawk genannt. Nachdem die Telefongesellschaft Qwest der Namenssponsor worden war, wurde die Umbenennung in Qwest Field am 2. Juni 2004 bekanntgegeben. Nachdem Qwest durch das Telekommunikationsunternehmen CenturyLink übernommen worden war, erfolgte im Juni 2011 die neuerliche Umbenennung in CenturyLink Field.  2017 wurde der Vertrag verlängert. Das Unternehmen zahlt von 2019 bis 2033 insgesamt 162,7 Millionen US-Dollar. Mitte September 2020 benannte sich CenturyLink in Lumen Technologies um. So erhielt die Heimat der Seahawks den Namen Lumen Field. Die Seahawks spielten erstmals beim 28:21-Sieg gegen die Arizona Cardinals am 19. November des Jahres im umbenannten Stadion.

## Galerie

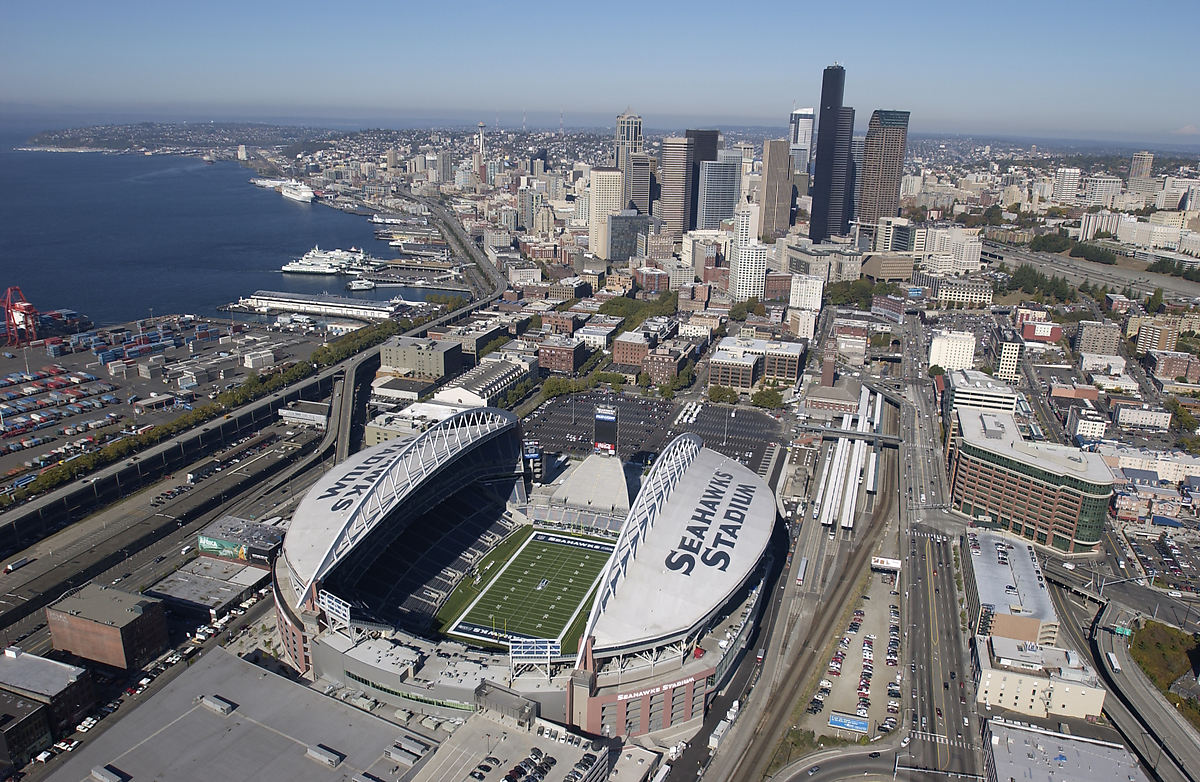
Luftbild von 2002
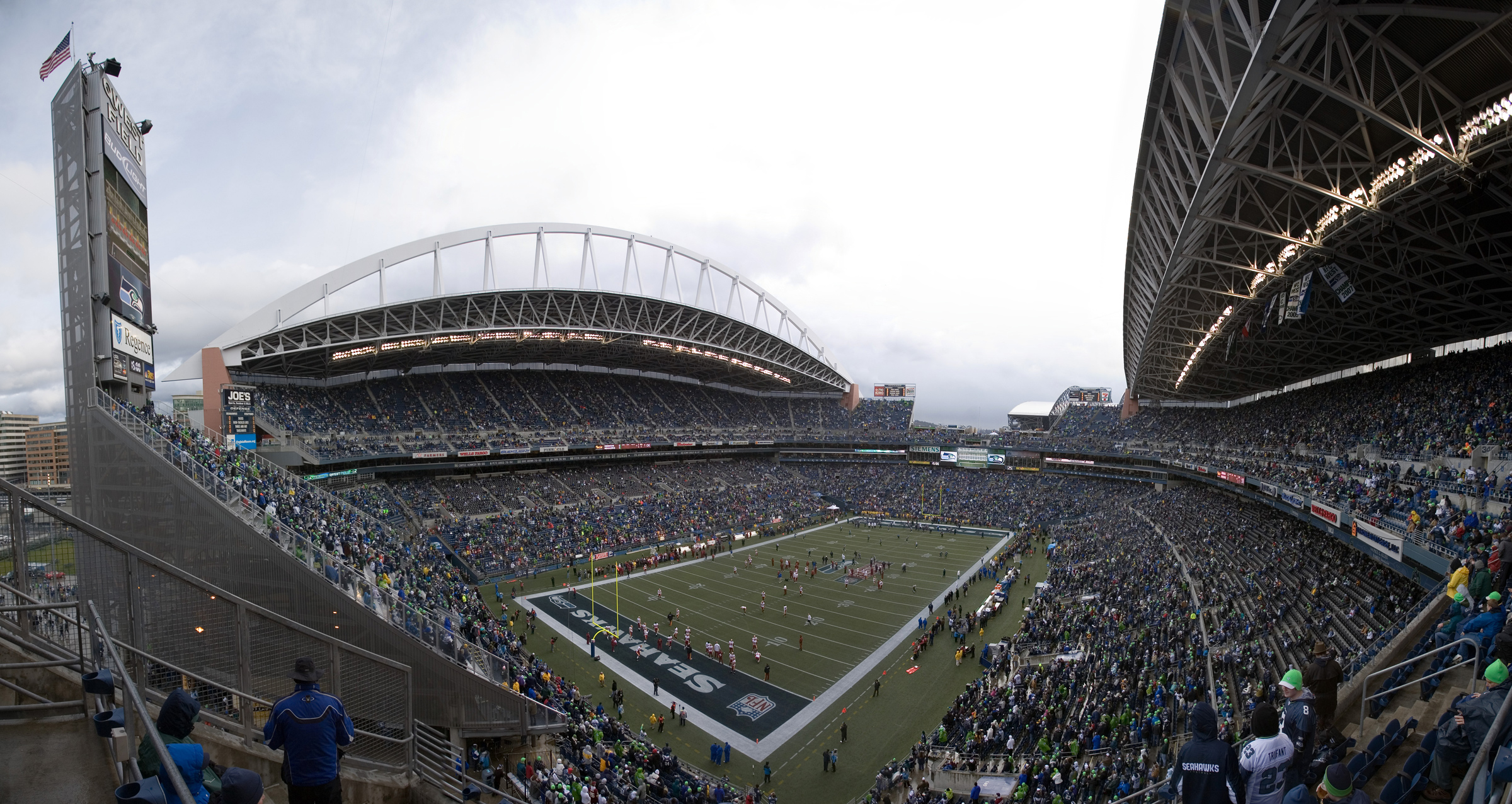
Innenraumaufnahme bei einem Spiel der Seahawks gegen die Washington Redskins im Januar 2008
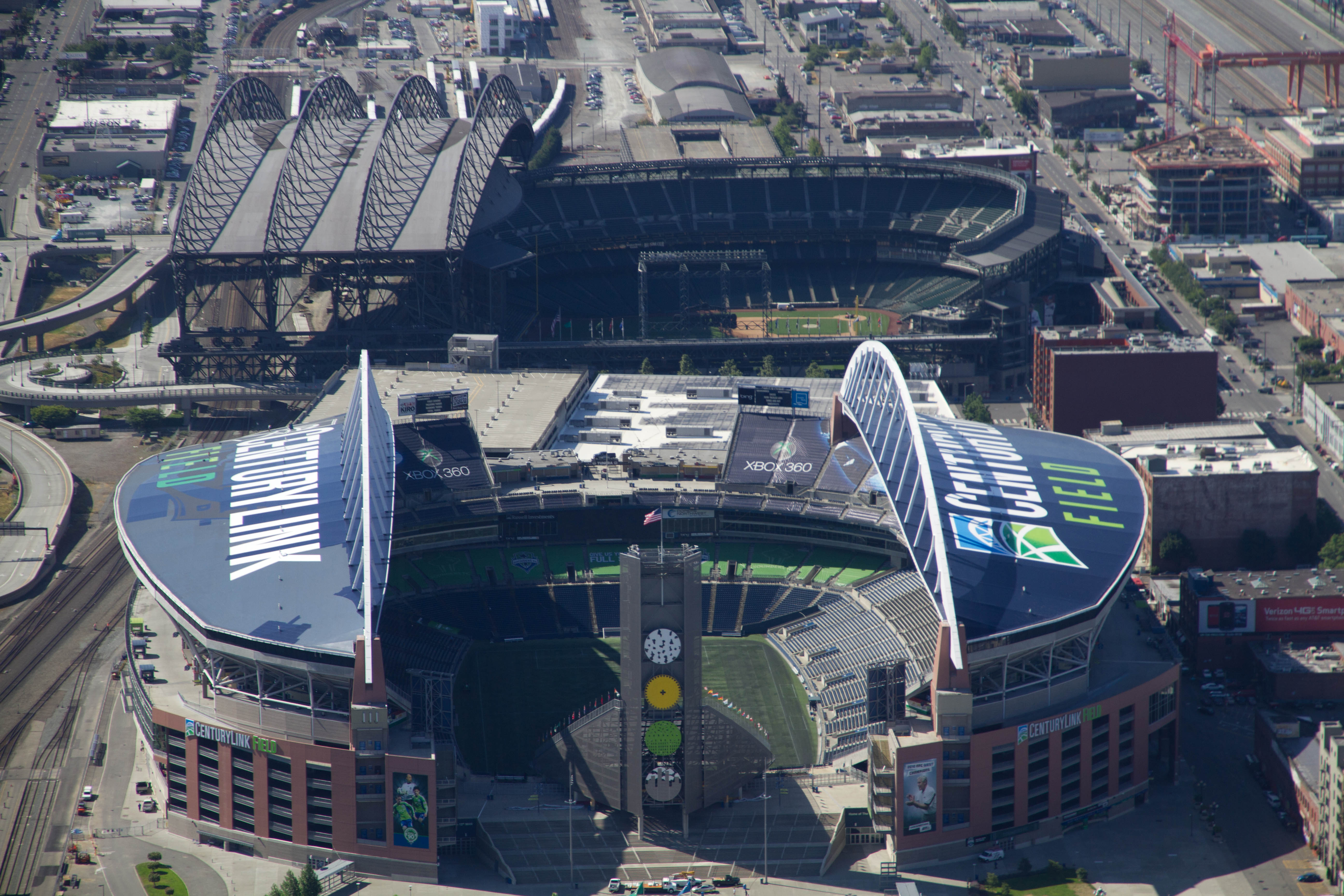
Im Vordergrund das Lumen Field und dahinter der T-Mobile Park der Seattle Mariners, August 2011